# Stará vodárna (Chrudim)
Samostatná budova Staré vodárny se od roku 1670 nalézá v ulici U Vodárny v okresním městě Chrudim. Budova vodárny je od roku 1958 chráněna jako nemovitá kulturní památka ČR.

## Historie
Budova Staré vodárny v Chrudimi byla vystavěna v roce 1670, kdy nahradila původní středověkou vodárnu nacházející se v dnešní Soukenické ulici. Vodárna byla postavena po dlouhých přípravách od 17. 6. do 30. 12. 1670 za 556 zlatých a 3 krejcary v místě bývalé soukenické valchy. Vodárnu i vodovod stavěl v roce 1670 Wolf Gruber, dietrichštejnský knížecí mistr z Mikulova. Budovu vodárny přestavěl v roce 1852 v novogotickém stylu architekt František Schmoranz starší.
Vodárna vytlačovala vodu vodním kolem do vodárenské věžičky u domu Na Puši, odkud byly zásobovány kašny ve městě a kapucínský klášter. V roce 1852 byla stará vodárna přestavěna a po zřízení nového městského vodovodu z obce Kočí v roce 1885 zásobovala vodou až do roku 1951 pouze kašnu na náměstí.
V letech 1994-1995 byla budova staré vodárny rekonstruována na restauraci a vinárnu U kata Mydláře. Současné vodní kolo bylo instalováno v roce 1996.

## Popis
Budova dnes nazývaná stará vodárna čp. 111/II s barokním jádrem byla do současné novogotické podoby přestavěna Františkem Schmoranzem starším v roce 1852. Ozdobena byla kamenným městským znakem od Jana Kokeše, jemuž bylo za vytesání znaku zaplaceno 15 zlatých.
Dvoupatrová budova staré vodárny je zasazena do mírného svahu nad bývalým náhonem.
Hlavní průčelí budovy je vymezeno 2 nárožními a 1 středním, jednou odstupněnými před fasádu předsazenými, opěrnými pilíři z neomítaných kamenných kvádrů. Pilíře vrcholí dekorativními věžičkami nad úrovní střechy. V přízemí průčelí jsou prolomeny dva kamenné hrotité novodobé portály s vraty. Plochu průčelí prolamují v úrovni 2. patra čtyři, po dvou k sobě sdružená okna, s podokenními a nadokenními kamennými římsami.
V trojúhelníkovém štítě budovy jsou proražena dvě hrotitá novogotická okénka, po stranách v úrovni městského znaku jsou naznačeny dvě dvojice obdélníkových okének.
Fasáda budovy staré vodárny je po stranách členěna okny ve čtyřech osách.

## Galerie

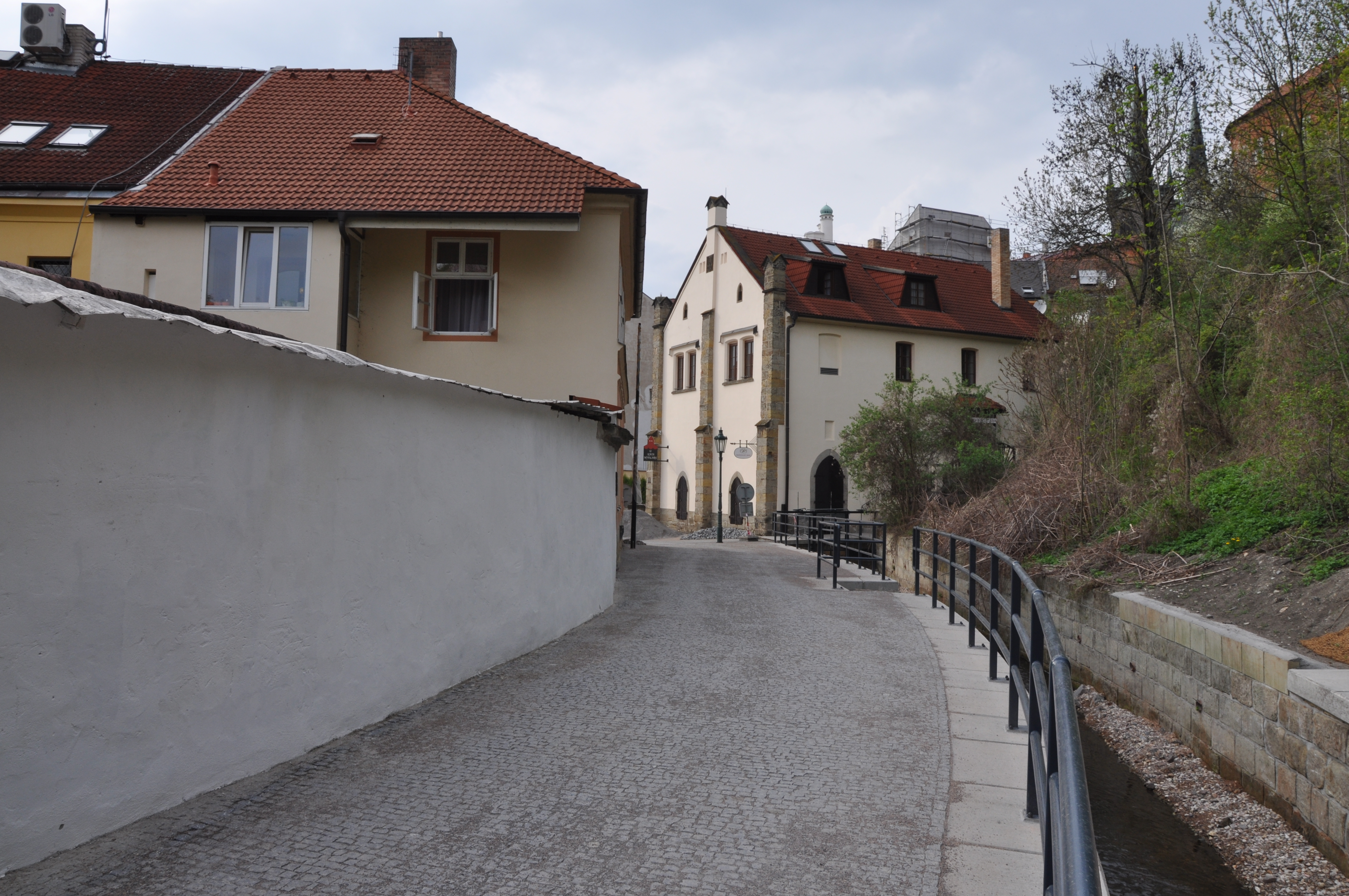
Stará vodárna ve Chrudimi
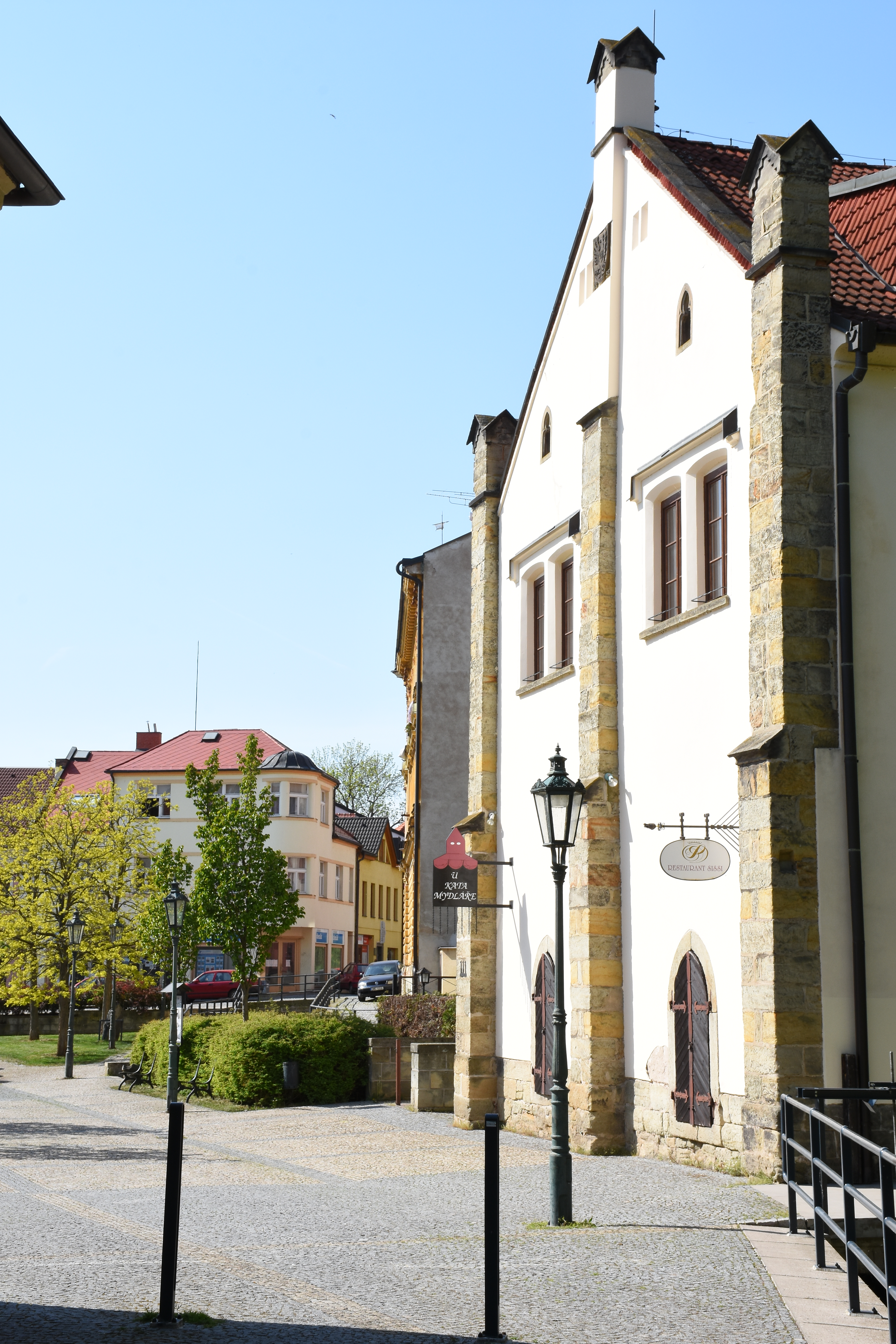
Stará vodárna ve Chrudimi
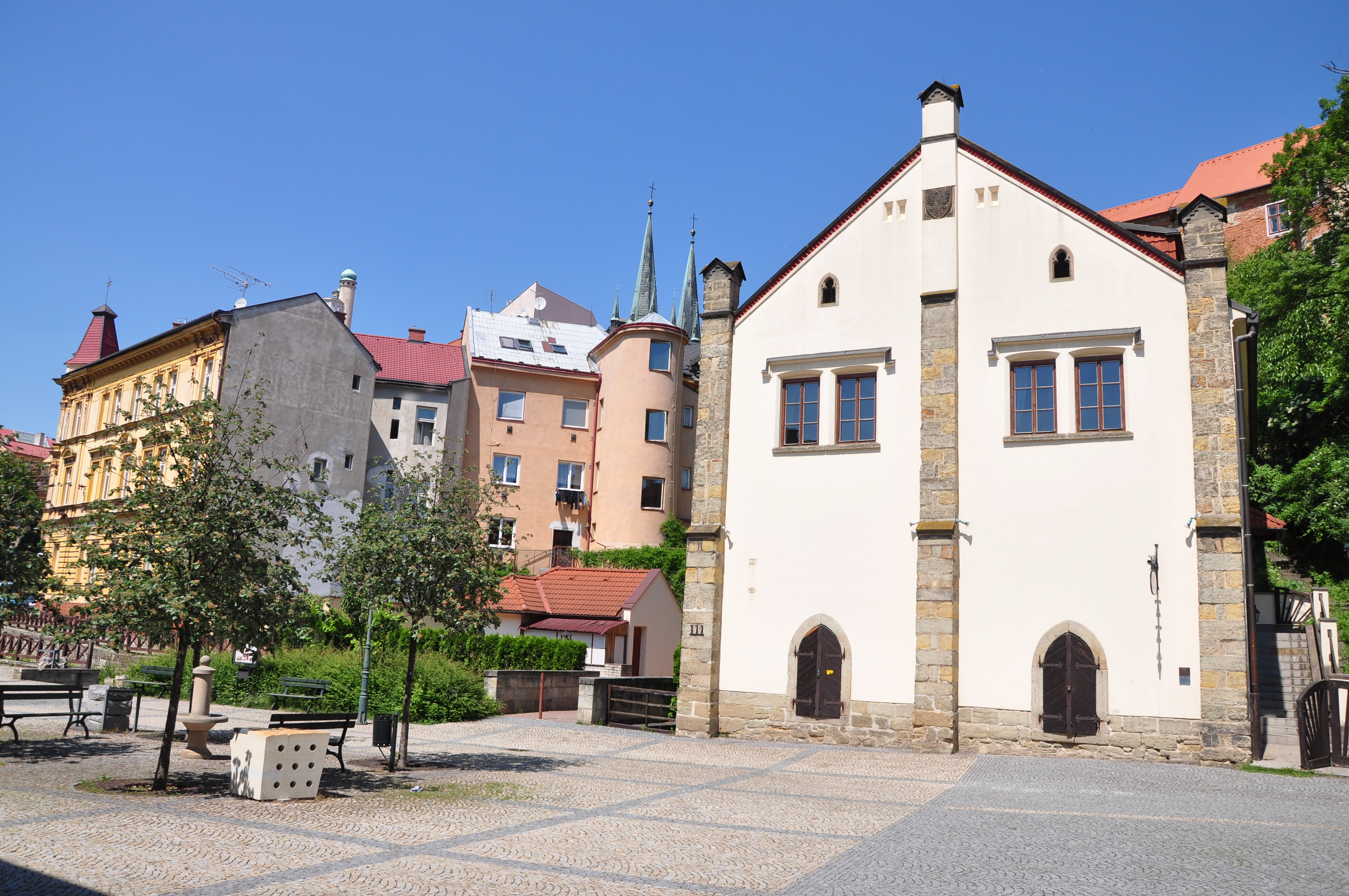
Stará vodárna ve Chrudimi
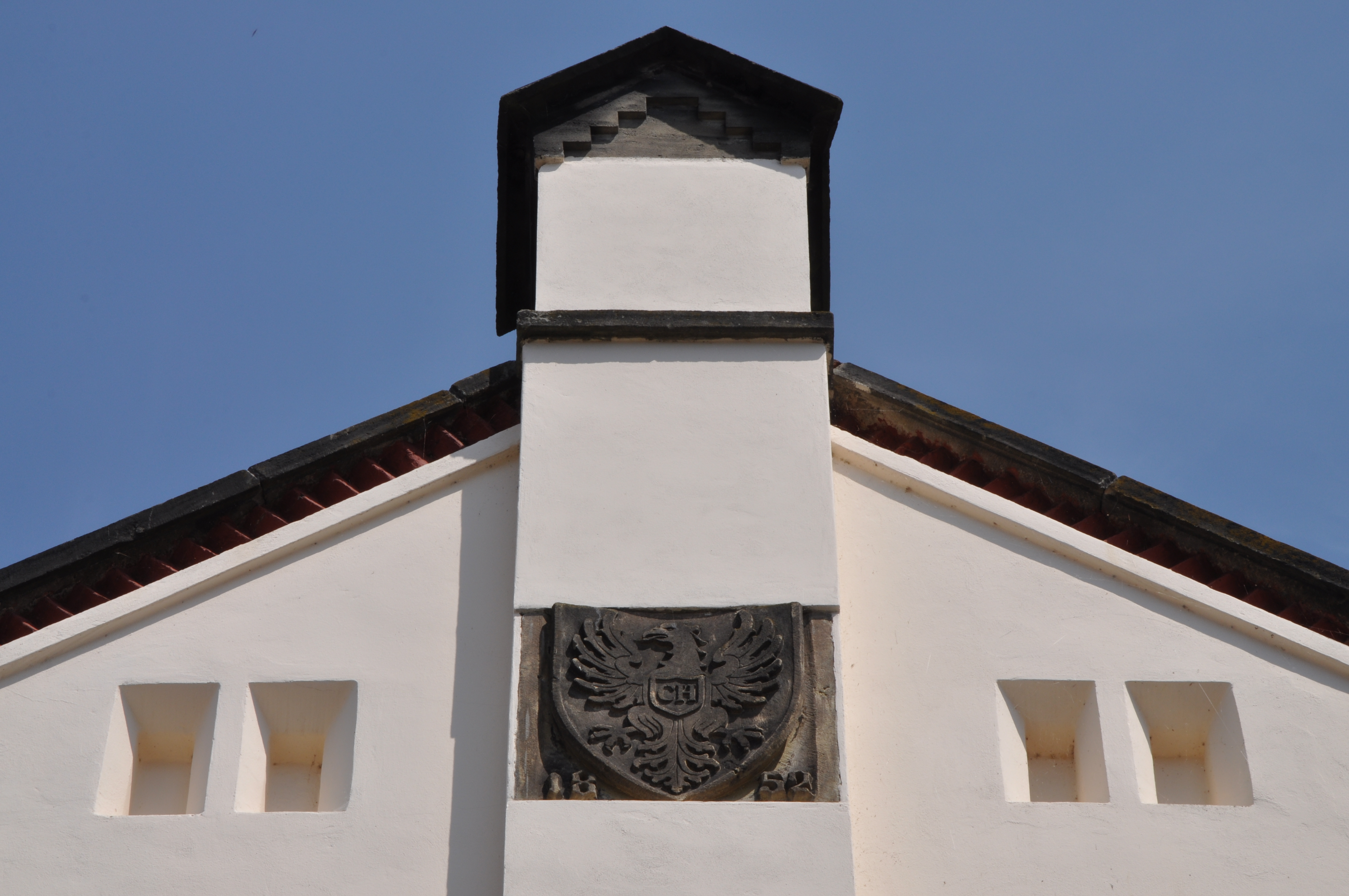
detail městského znaku na staré vodárně ve Chrudimi
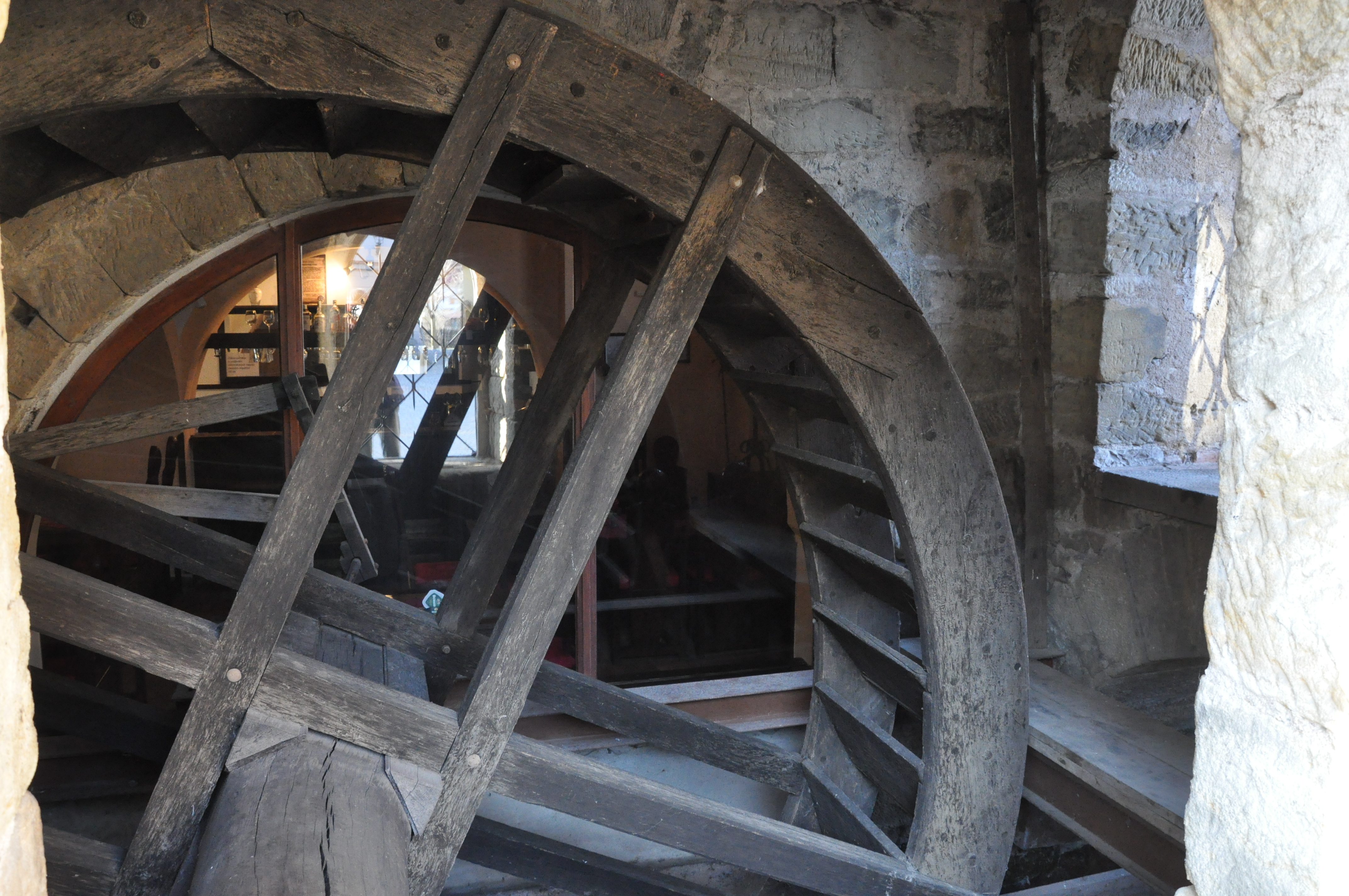
pohled na vodní kolo ve staré vodárně ve Chrudimi